# Musée Grévin - Forum des Halles
Musée Grévin – Forum des Halles bylo soukromé muzeum voskových figurín v Paříži. Jednalo se o pobočku pařížského Musée Grévin. Sídlilo v obchodním centru Forum des Halles v 1. obvodu.

## Historie
Muzeum Grévin bylo otevřeno v roce 1882 a po 100 letech v roce 1981 otevřelo svou pobočku přímo v Paříži v obchodním centru Forum des Halles s 20 animovanými a zvukovými panely na téma Paříž v Belle Époque. Muzeum však bylo kvůli prodělečnosti uzavřeno v roce 1996.